# Peter Luprich
Peter Luprich (* 1. dubna 1950) je bývalý slovenský fotbalista, československý reprezentant do 23 let, mistr Evropy do 23 let z roku 1972.

## Fotbalová kariéra
V československé lize hrál za Inter Bratislava od roku 1969 do roku 1979, odehrál 169 utkání a dal 24 gólů. Za československou reprezentaci do 21 a 23 let odehrál v letech 1970-1974 13 utkání.

## Ligová bilance
| Ročník                                   | Zápasy | Góly | Klub             |
| ---------------------------------------- | ------ | ---- | ---------------- |
| 1. československá fotbalová liga 1969/70 | 20     | 0    | Inter Bratislava |
| 1. československá fotbalová liga 1970/71 | 24     | 2    | Inter Bratislava |
| 1. československá fotbalová liga 1971/72 | 30     | 1    | Inter Bratislava |
| 1. československá fotbalová liga 1973/74 | 27     | 6    | Inter Bratislava |
| 1. československá fotbalová liga 1974/75 | 27     | 6    | Inter Bratislava |
| 1. československá fotbalová liga 1975/76 | 29     | 7    | Inter Bratislava |
| 1. československá fotbalová liga 1978/79 | 11     | 2    | Inter Bratislava |
| CELKEM                                   | 169    | 24   |                  |